# The Wave
The Wave é o álbum de estreia do cantor e compositor Tom Chaplin, lançado em outubro de 2016 pela gravadora Island Records.
Repertório autoral gerado após processo de depressão e de abuso de drogas vivido pelo cantor, foi anunciado desde 2013, quando sua banda Keane entrou em hiato. O projeto alcançou o terceiro lugar nas paradas britânicas.

## Faixas
| N.º            | Título                | Compositor(es)                 | Duração |  |
| 1.             | "Still Waiting"       | Tom Chaplin Dan Heath          | 3:51    |  |
| 2.             | "Hardened Heart"      | Chaplin Max McElligott         | 3:44    |  |
| 3.             | "The River"           | Chaplin Matt Hales             | 4:12    |  |
| 4.             | "Worthless Words"     | Chaplin Hales                  | 3:05    |  |
| 5.             | "I Remember You"      | Chaplin                        | 3:46    |  |
| 6.             | "Bring the Rain"      | Chaplin McElligott             | 4:16    |  |
| 7.             | "Hold on to Our Love" | Chaplin McElligott             | 3:45    |  |
| 8.             | "Quicksand"           | Chaplin Hales                  | 4:03    |  |
| 9.             | "Solid Gold"          | Chaplin Paul Barry Mark Taylor | 3:53    |  |
| 10.            | "See It so Clear"     | Chaplin Hales                  | 4:34    |  |
| 11.            | "The Wave"            | Chaplin David Kosten           | 3:24    |  |
| Duração total: | Duração total:        | Duração total:                 | 42:39   |  |